# Araceli Mostazo i Romeo
Araceli Mostazo Romeo (Barcelona, 1979) és una jugadora de waterpolo catalana, ja retirada.
Formada al Club Esportiu Mediterrani, va guanyar dues Lligues espanyoles, quatre Copes de la Reina i tres Lligues catalanes. També va participar en competicions europees aconseguint una medalla de bronze a la Recopa de 2001 i a la LEN Trophy de 2002. La temporada 2002-03 va fitxar pel CN l'Hospitalet. Va ser internacional amb la selecció espanyola de waterpolo en vint-i-set ocasions entre 1998 i 2000, destacant la seva participació en el preolímpic pels Jocs Olímpics de Sidney 2000. Després de la seva retirada, va exercir com a nutricionista i dietista tant nivell professional com esportiva.
Entre d'altres distincions, va rebre la medalla de bronze de serveis distingits de la Reial Federació Espanyola de Natació l'any 2000.

## Palmarès
- 2 Lliga espanyola de waterpolo femenina: 1997-98, 1998-99
- 4 Copa espanyola de waterpolo femenina: 1996-97, 1997-98, 1998-99, 1999-00
- 3 Lliga catalana de waterpolo femenina: 1997-98, 1998-99, 1999-00